# Base aérienne de Marville-Montmédy
La base aérienne de Marville-Montmédy (nom de l'armée de l'air française) ou RCAF Station Marville (nom donné par les forces canadiennes) ou aérodrome de Montmédy-Marville (depuis l'arrêt des activités militaires) est une ancienne base aérienne en France construite dans le cadre de l'OTAN à proximité de Marville dans le département de la Meuse. Cette base fut occupée par des unités de la Force aérienne du Canada de 1953 à 1967.

## Historique

### Construction
L'emplacement de la base et l'orientation de la piste ont été confirmés par les autorités canadiennes et françaises pendant l'été 1952. Les 315 hectares (780 acres) de terrains nécessaires pour la construction de la base furent acquis pour la somme de 290 000 dollars canadiens. La base était prévue pour abriter près de 150 officiers et 1000 hommes du rang. En octobre 1952, les travaux de construction de la piste débutèrent. Huit mois plus tard, une piste de 2 400 mètres (7900 pieds) au standard OTAN était terminée. Un terrain de 14 hectares (35 acres) a été acquis en 1956 à un kilomètre au nord de la piste pour la construction d'un dépôt de munitions. La piste fut rallongée en 1956 pour atteindre une longueur de 2 700 mètres (8900 pieds). Un taxiway de 2 164 mètres (7100 pieds) avait été construit parallèlement à la piste.

### Base opérationnelle
En avril 1955, la première escadre de l'Aviation royale du Canada de la 1re Division aérienne ou 1re Escadre stationnée depuis février 1952 à North Luffenham en Angleterre déménagea sur la base de Marville. L'escadre comportait trois escadrons volant sur Sabre Mk 5 : 410e, 439e et 441e escadrons. Les 410e et 441e escadrons quittèrent North Luffenham en 1954 pour des bases temporaires en Allemagne de l'Ouest : Baden-Söllingen pour le 410e et Zweibrücken Air Base pour le 441e. Le 439e fit directement mouvement sur Marville en 1955.
En 1956, le 410e escadron (dissous à Marville le 2 octobre 1956) fut remplacé par le 445e escadron sur CF-100 Canuck. Le 445e fut dissous à son tour le 31 décembre 1962.
Les 439e et 441e escadrons changèrent de monture en 1962 pour passer sur le nouveau chasseur supersonique CF-104 Starfighter. Les escadrons de Marville changèrent également de mission en passant de la défense aérienne sur Sabre et Canuck au bombardement nucléaire tactique sur Starfighter.
La demande du gouvernement français en 1963 de faire passer toutes les armes et vecteurs nucléaires stationnés en France sous commandement de la France entraînèrent un nouveau changement de mission pour les deux escadrons de la 1re Escadre de Marville. À partir de cette date, ils se consacrèrent aux missions de reconnaissance uniquement.
A noter que les militaires canadiens et leurs familles étaient logées à Longuyon (Meurthe et Moselle) à une quinzaine de kilomètres de la base, dans un ensemble immobilier établi sur 11 hectares, composé de 7 bâtiments collectifs (400 logements) : la résidence canadienne
L'aérodrome de Rocroi-Regniowez construit en 1956 sert de base aérienne de dispersion pour la 1re Escadre.

### Départ des Canadiens
En mars 1966, le général de Gaulle annonça le retrait de la France du commandement intégré de l'OTAN : toutes les forces américaines et canadiennes devaient quitter le territoire français. Les 439e et 441e escadrons quittèrent définitivement Marville le 1er avril 1967 pour la base de Lahr en Allemagne de l'Ouest.
La base de Marville fut rendue à la France après le départ des CF-104. L'armée de l'air française utilisa la base aérienne pour l'entraînement pendant quelque temps. En 1970, deux hangars furent démontés pour être réutilisés ailleurs dont l'un sur l'ancienne base de l'USAF d'Etain-Rouvres Air Base utilisé par les hélicoptères de l'ALAT. Les hangars du nord de la base furent utilisés par l'armée française jusqu'en 2002.

## Usage civil
Une zone industrielle fut créée en 1980 sur le site de l’ancienne base aérienne et un club d'ULM est installé sur cette base qui sert parfois à des manifestations de masse.
En 2006, la communauté de communes du pays de Montmédy l'acheta auprès de l'État français pour 533 600 euros pour y développer un pôle aéronautique qui sera consacré à l'aviation de tourisme et qui dispose d'une piste de 2 900 m et d'un taxiway de 2 400 mètres. Sa superficie est d'environ 260 hectares.

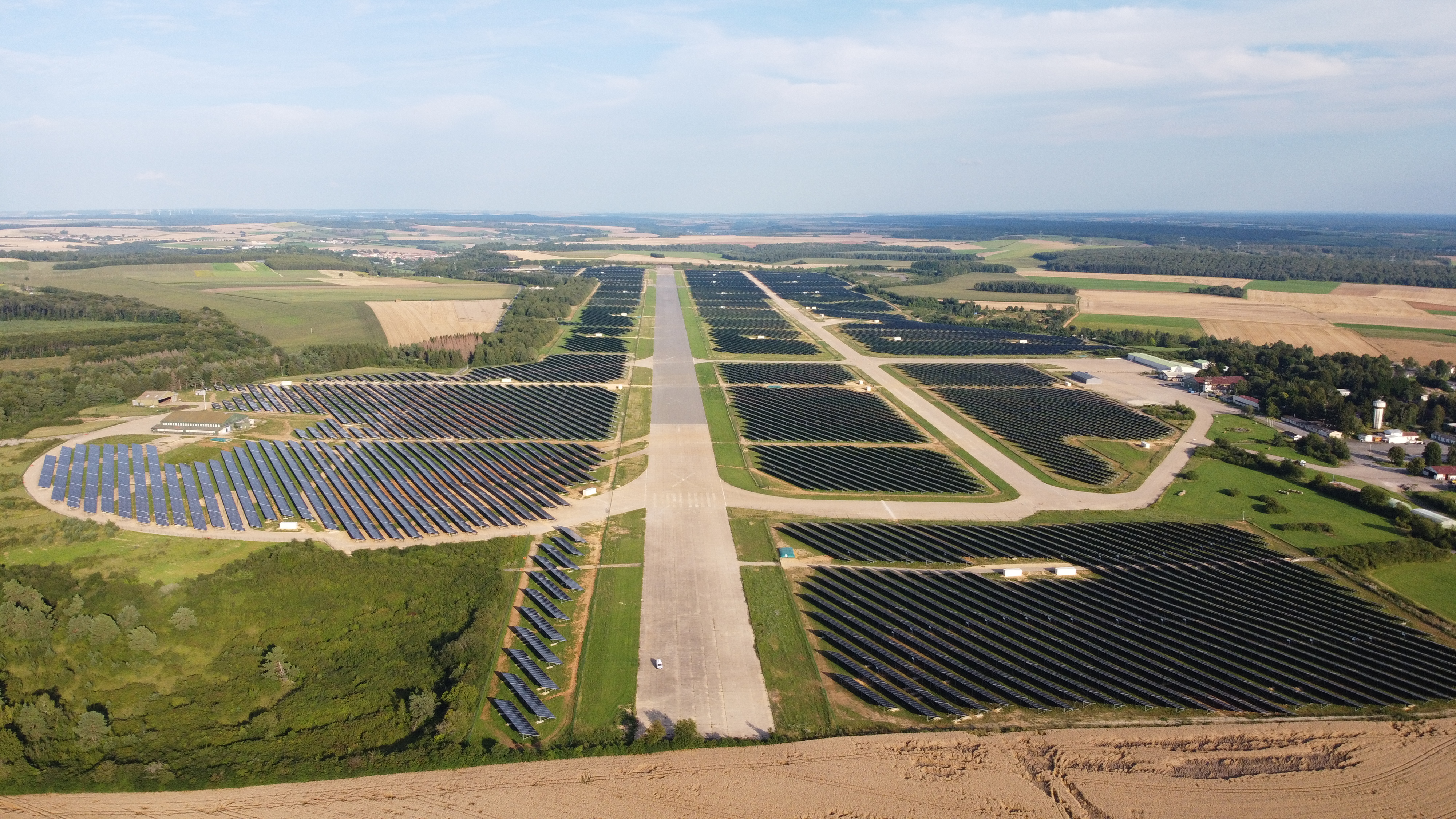
Vue depuis l'extrémité Ouest

En août 2020, un projet de centrale photovoltaïque de près de 364 000 panneaux solaires pour un budget de 100 millions d'euros est signé.
Aujourd'hui en service, la Centrale solaire photovoltaïque de Marville s'étend sur 155 ha et cohabite avec l'activité de l'aérodrome.